# Holoaden suarezi
Holoaden suarezi is een kikker uit de familie Craugastoridae.
De soort werd voor het eerst wetenschappelijk beschreven door Itamar Alves Martins en Hussam Zaher in 2013. De kikker komt voor in Zuid-Amerika en is endemisch in Brazilië.